# JR長野鉄道サービス
JR長野鉄道サービス株式会社（ジェイアールながのてつどうサービス）は、長野県長野市に本社を置く東日本旅客鉄道（JR東日本）グループの企業。

## 沿革
- 1956年（昭和31年） - 鉄道清掃株式会社長野支店を設立。（本社：新潟）
- 1967年（昭和42年） - 長野鉄道車輌整備株式会社を設立。
- 2012年（平成24年） - JR長野鉄道サービス株式会社に社名変更。JR東日本の100%出資の子会社となる。

## 事業内容
- JR東日本長野支社管内の車両や駅舎、駅ビル、ホテルなどの清掃業務のほか、車両の検査・修繕・入換業務、構内における信号・誘導業務、クリーニング業、食堂営業など。

## 事業所
- 本社
- クリーニング所
- 平林第一営業所
  - 戸倉事業所
- 平林第二営業所
- 新幹線営業所
  - 飯山駅事業所
- 長野営業所
  - 上田事業所
  - メトロ事業所
  - 駅ビル事業所
- 東信営業所
  - 軽井沢駅事業所
  - 佐久平駅事業所
- 松本支店
  - 松本第一営業所
  - 松本第二営業所
  - 松本駅ビル営業所